# Équipe de France féminine de football australien
Cet article traite de l'équipe féminine. Pour l'équipe masculine, voir Équipe de France de football australien masculin.
Pour les articles homonymes, voir Équipe de France.
L'équipe de France de football australien féminin créée en 2013, est l'équipe nationale qui représente la France en football australien féminin. Elle est constituée par une sélection de joueuses françaises dirigée sous l'égide du Comité national de football australien (CNFA).

## Histoire

### Les débuts
Le football australien est au début du XXIe siècle un sport encore très peu pratiqué en France, joué majoritairement par les hommes qui composent les quelques équipes que compte le pays. Cependant, à la fin des années 2010, de nombreux entraînements féminins se déroulent à Bordeaux, Marseille, Toulouse et Paris sans que soient organisés de vrais matchs. À la suite de cela, à la fin de l'année 2011, le Comité national de football australien décide de créer une équipe féminine, l'objectif étant de réunir un effectif suffisant pour l'ANZAC Cup qui a lieu à Villers-Bretonneux le 21 avril 2012. Toutefois, la tâche est difficile pour Bérengère Portal, l'une des pionnières du football australien féminin en France, qui doit reporter le projet. Finalement, la première équipe française féminine de football australien voit le jour en août 2013. Ainsi, l'équipe de France féminine rejoint le groupe très fermé des équipes nationales féminines telles que l'Australie, les États-Unis, le Canada, l'Irlande et la Papouasie-Nouvelle-Guinée. L'équipe de France de football australien démarre son histoire officielle le 21 septembre 2013 par une défaite face au EU Crusaders 26-45 lors de l’Euro Cup à Saint-Médard-en-Jalles.
Les françaises participent pour la seconde fois à l'Eu Cup qui se déroule le 04 octobre 2014 à Londres avec une grosse partie de son effectif remanié depuis l'édition précédente. Malgré l'envie de la jeune sélection, les bleues s'inclinent successivement lors de leurs 4 matchs face à  l'Angleterre (50-2), l’Écosse (43-6), l'Irlande (66-0) et le Danemark (8-6), des nations beaucoup plus expérimentées.
Lors de la 10e édition de l'EU Cup à Umag en Croatie, les françaises gagnent leur premier match officiel lors de leur première rencontre face à la Suède 26 à 7 avant de perdre respectivement contre les solides anglaises (81-1) et danoises (50-1). Cependant les bleues terminent la compétition par une victoire contre l'hôte croate (40-1).

## Résultats de l'équipe de France
Parcours de l'équipe de France de football australien en compétitions internationales
| International Cup                               | EU Cup                                                                      |
| ----------------------------------------------- | --------------------------------------------------------------------------- |
| - International Cup 2014 : Pas de participation | - EU Cup 2013 : 2e - EU Cup 2014 : 5e - EU Cup 2015 : 3e - EU Cup 2015 : 7e |

### Les adversaires de la France depuis 2013
Dernière mise à jour le 4 octobre 2014 après France - EU Crusaders.
| Adversaire               | J  | G | N | P | Bp  | Bc  | Diff  | Premier match                                      | Dernier match                               |
| ------------------------ | -- | - | - | - | --- | --- | ----- | -------------------------------------------------- | ------------------------------------------- |
| Angleterre               | 2  | 0 | 0 | 2 | 3   | 135 | - 132 | 04/10/2014 (50-2) à Londres                        | 10/10/2015 (85-1) à Umag                    |
| Croatie                  | 1  | 1 | 0 | 0 | 40  | 1   | + 39  | 10/10/2015 (40-1) à Umag                           | 10/10/2015 (40-1) à Umag                    |
| Danemark                 | 2  | 0 | 0 | 2 | 7   | 58  | -49   | 04/10/2014 (6-8) à Londres                         | 10/10/2015 (50-1) à Umag                    |
| Écosse                   | 1  | 0 | 0 | 1 | 6   | 43  | - 37  | 04/10/2014 (43-6) à Londres                        | 04/10/2014 (43-6) à Londres                 |
| EU Crusaders             | 1  | 0 | 0 | 1 | 26  | 45  | -19   | 21/09/2013 (45-26) à Saint-Médard-en-Jalles        | 21/09/2013 (45-26) à Saint-Médard-en-Jalles |
| Irlande                  | 1  | 0 | 0 | 1 | 0   | 66  | - 66  | 04/10/2014 (66-0) à Londres                        | 04/10/2014 (66-0) à Londres                 |
| Suède                    | 1  | 1 | 0 | 0 | 26  | 7   | + 19  | 10/10/2015 (26-7) à Umag                           | 10/10/2015 (26-7) à Umag                    |
| South East London Giants | 2  | 2 | 0 | 0 | 90  | 5   | + 85  | 11/04/2015 (54-03) à Toulouse                      | 11/04/2015 (36-02) à Toulouse               |
| Total                    | 11 | 4 | 0 | 7 | 198 | 360 | - 162 | Europe, 23 septembre 2013 à Saint-Médard-en-Jalles | 10 octobre 2015 à Umag                      |

Légende : J : nombre de matches joués, G : nombre de matches gagnés, N : nombre de matches nuls, P : nombre de matches perdus, Pp : nombre de points marqués, Pc : nombre de points encaissés, Diff. : différence de points.

## Personnalités historiques de l'équipe de France

### Capitaines de l'équipe de France
Le tableau ci-dessous présente la liste des principaux capitaines de l'équipe de France depuis 2013.
| Nom              | Période     |
| Bérengère Portal | 2013 - 2016 |
| Coline Duquet    | 2016        |

### Entraineurs
|   | Période d'activité | Nom           |
| - | ------------------ | ------------- |
| 1 | 2013-2016          | Pascal Ivorra |
| 1 | Depuis 2016        | Thomas Urban  |

## Effectif actuel
La liste suivante indique les joueuses convoqués en avril 2017 pour la Champions League.
- Entraîneur :
  -  Thomas Urban

| Nom                  | Poste      | Naissance       | Sélections (Pts marqués) | Club             | Année de 1re sélection |
| -------------------- | ---------- | --------------- | ------------------------ | ---------------- | ---------------------- |
| Myriam Allali        | Foward     |                 | ?                        | ALFA Lions       | 2016                   |
| Hélène Patané        | Foward     |                 | ?                        | Toulouse Hawks   | 2013                   |
| Joanne Boradien      | Foward     |                 | ?                        | Paris Cockerels  | 2016                   |
| Stéphanie Durand     | Foward     |                 | ?                        | Bordeaux Bombers | 2013                   |
| Bérengère Portal     | Foward     | 21 octobre 1989 | ?                        | Paris Cockerels  | 2013                   |
| Clémentine Di Noccio | Midfielder |                 | ?                        | ALFA Lions       | 2016                   |
| Camille Portal       | Midfielder | 21 octobre 1989 | ?                        | Bordeaux Bombers | 2013                   |
| Charlène Charnal     | Midfielder |                 | ?                        | Toulouse Hawks   | 2014                   |
| Claire Pérez         | Midfielder |                 | ?                        | Paris Cockerels  | 2016                   |
| Marine Taméssa       | Back       |                 | ?                        | ALFA Lions       | 2016                   |
| Marie Pérocho        | Back       |                 | ?                        | Bordeaux Bombers | 2016                   |
| Claire Thelliez      | Back       |                 | ?                        | Toulouse Hawks   | 2013                   |
| Emilie Giancarli     | Back       |                 | ?                        | Toulouse Hawks   | 2016                   |

### Appelés récemment
Les joueuses suivants ne font pas partie du dernier groupe appelé mais ont été retenus en équipe nationale lors des 12 derniers mois.
| Nom               | Poste | Naissance     | Sélections (Pts marqués) | Club               | Année de 1re sélection |
| ----------------- | ----- | ------------- | ------------------------ | ------------------ | ---------------------- |
| Mélanie Colot     |       |               | ?                        | Bordeaux Bombers   | 2014                   |
| Mathilde Combes   |       |               | ?                        | Paris Cockerels    | 2016                   |
| Coline Duquet (c) |       |               | ?                        | Paris Cockerels    | 2014                   |
| Anne Pille        |       | 21 avril 1989 | ?                        | Paris Cockerels    | 2013                   |
| Chloé Raso        |       |               | ?                        | Wimbledon Hawks    | 2014                   |
| Elise Thelliez    |       |               | ?                        | Paris Cockerels    | 2015                   |
| Stéphanie Walker  |       |               | ?                        | Wentworth Diamonds | 2016                   |

## Joueuses
| - Myriam Allali - Lauriane Beucher - Charlotte Berger - Laura Boucher - Joanne Boradien - Charlène Charnal - Amélie Chassac - Mélanie Colot - Mathilde Combes - Mélissa Degrave - Vanessa Degrave - Clémentine Di Noccio - Coline Duquet - Mandy Duquenne |  | - Stéphanie Durand - Emilie Giancarli - Gaëlle Hazimeh - Nadège Lac - Cindy Lagguilhou - Hélène Patane - Claire Pérez - Anne Pille - Camille Portal - Bérengère Portal - Amélie Rapin - Chloé Raso |  | - Morgane Saintout - Léa Saintout - Sabrina Sihaddi - Chloé Tabountchikoff - Marine Taméssa - Cécile Troussel - Stéphanie Walker - Marie Eymin Petot Tourtollet |